# Relaciones Malasia-Uruguay
Las relaciones Malasia-Uruguay son las relaciones exteriores entre Malasia y Uruguay. Los dos países establecieron relaciones diplomáticas el 5 de enero de 1988. Uruguay tiene una embajada en Kuala Lumpur. Malasia tiene una embajada en Buenos Aires, Argentina, siendo concurrente para Uruguay.
Ambos países han suscrito un acuerdo comercial bilateral. Se promueve el comercio entre ambos países. Uruguay compra caucho y vende commodities, especialmente maíz. En 2007, el viceministro de Comercio Internacional e Industria de Malasia Ng Lip Yong visitó Uruguay.
Ambos países son miembros de pleno derecho del Grupo Cairns y del Grupo de los 77.